# Сечен фон Темерин, Николаус

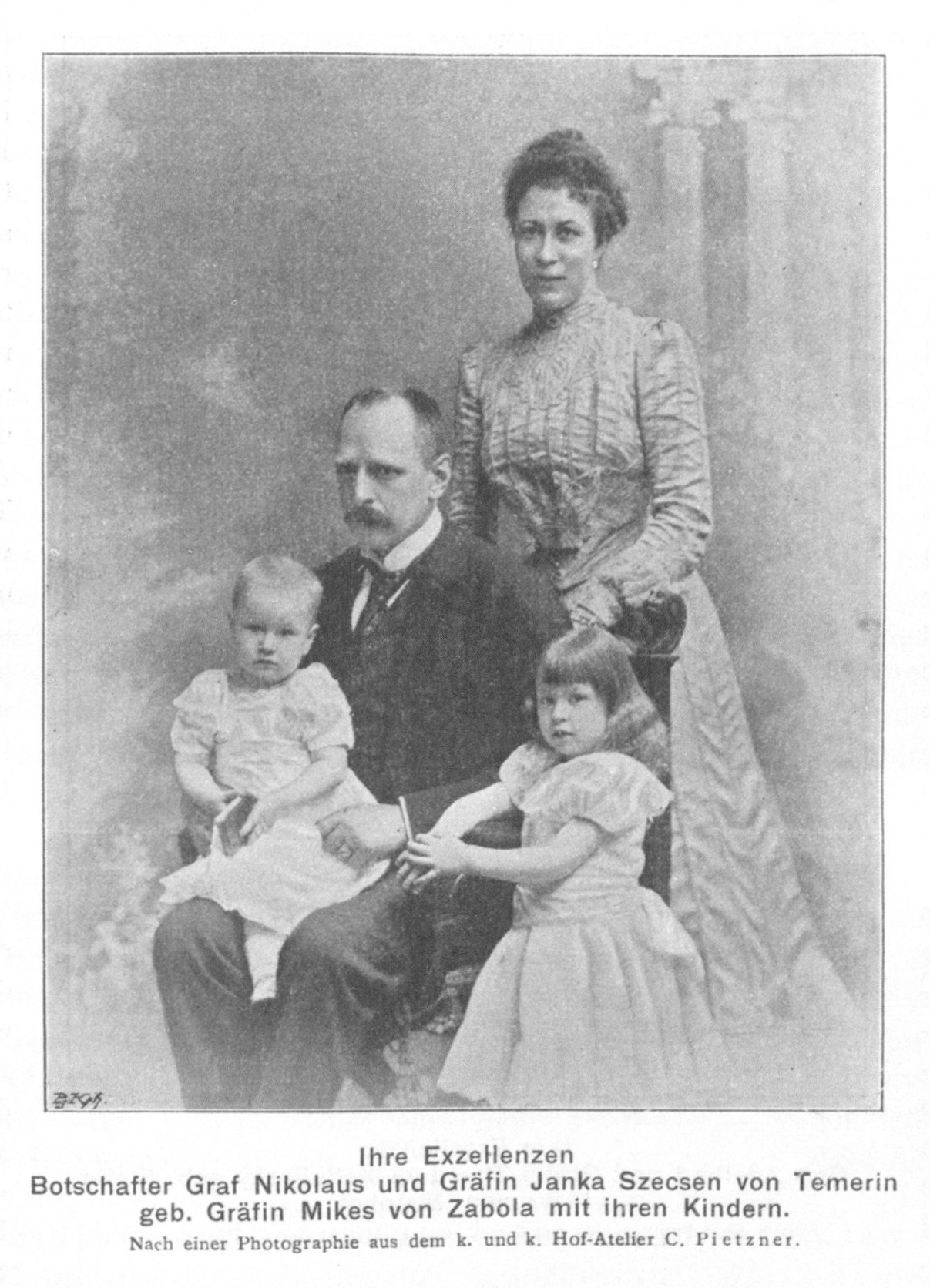
Николаус Сечен фон Темерин и его семья в 1902 г.

Николаус Сечен фон Темерин (нем. Nikolaus Anton Graf Szécsen von Temerin, венг. Miklós gróf Szécsen de Temerin; 26 ноября 1857, Темерин — 18 мая 1926) — австро-венгерский дипломат, граф. Последний посол Австро-Венгрии во Франции.

## Биография
Родился 26 ноября 1857 года в Темерине (на территории Воеводины) в семье австро-венгерского государственного деятеля графа Антона Сечен фон Темерина (1819—1896). В 1896 году женился на графине Иоанне Микеш фон Забола.
Поступил на австро-венгерскую дипломатическую службу, работал в Риме. В ноябре 1895 года назначен руководителем Второй секции Министерства иностранных дел.
С января 1900 года — руководитель Первой секции министерства. В ноябре 1901 года, несмотря на небольшой дипломатический опыт, назначен послом при Святом Престоле. Граф Сечен заслужил славу способного дипломата с твердым, практическим умом, мастерски схватывающего нюансы дипломатической работы.
В 1906 году отклонил предложение занять пост посла в России, освободившийся после назначения министром иностранных дел графа Алоиза фон Эренталя. В начале января 1911 года назначен послом во Франции (вручил верительные грамоты 21 марта).
Сыграл большую роль во время Июльского кризиса. После начала Первой мировой войны и отъезда посольства из Парижа, стал членом верхней палаты парламента Цислейтании (Herrenhaus), в 1916—1918 годах служил гофмаршалом при венгерском дворе.
С 1908 года — рыцарь Ордена Золотого руна.
Умер в Венгрии 18 мая 1926 года.
Его сын Николаус был казнён советскими солдатами в городе Мор, Венгрия, 28 марта 1945 года.